# Carcinoma medular da mama
Carcinoma medular da mama é um tipo de cancro da mama que envolve infiltração por linfócitos.